# Jan Mol (ichtyoloog)
Jan H.A. Mol (Oss, 24 november 1958) is een Nederlandse bioloog (ichtyoloog) en als hoogleraar verbonden aan de Anton de Kom Universiteit van Suriname. Hij is lid van de PhD Board en Onderzoeksraad van de universiteit.

## Biografie
Mol doorliep het Titus Brandsma Lyceum in Oss en studeerde biologie aan de Universiteit Utrecht. Van 1987 tot 1995 was hij als onderzoeker verbonden aan de Anton de Kom Universiteit.
Hij promoveerde in 1995 aan de universiteit van Wageningen.
Hij is professor water-ecologie en houdt zich vooral bezig met de vele zoetwatervissen die het land rijk is en de gevolgen van de mijnbouw voor de ecologie van de rivieren van het land. Hij doet al sinds 1987 onderzoek aan de vissen van Suriname.en heeft een boek geschreven waarin een lijst van de in het land voorkomende zoetwatervissen is opgenomen. Bij dit onderzoek viel het vooral op dat de zwampvissen (zoals die voorkomen in het Paramaribo-zwampbos) veel beter bekend zijn dan de vissen in de rivieren en kreken van de rest van het land dat tot de ecoregio van het regenwoud van het Guianaschild behoort. Zelfs de plaatselijke bevolking is niet altijd bekend met de vissenfauna in hun thuisland. De zoetwatervisfauna van Suriname telt zo'n 90 endemische soorten. Dit is zo'n 22,5% van het totaal; een hoog aantal.
In 2007 publiceerde hij een studie over de sterk teruggelopen diversiteit aan zoetwatervissen in het Brokopondostuwmeer.
In 2011 werkte hij in de Nassaubergen omdat hij bezorgd was dat bauxietwinning ook in die streek grote milieuschade zou berokkenen.
In 2019 hij co-auteur in Nature Communications van de studie aangaande de soortenrijkdom van de sidderaal.
- Gemeinsame Normdatei: 1159046484
- International Standard Name Identifier: 0000 0001 0886 0484
- Library of Congress Control Number: n88658371
- Nationale Bibliotheek van Israël: 987007322300105171
- Nederlandse Thesaurus van Auteursnamen: 14230767X
- Système universitaire de documentation: 07993479X
- Virtual International Authority File: 53117563